# Ángel Fournier
Pour les articles homonymes, voir Fournier.
Ángel Fournier Rodríguez, né le 31 décembre 1987 à Guantánamo (Cuba) et mort le 16 mars 2023 à Dallas (États-Unis), est un rameur cubain.

## Palmarès

### Jeux olympiques d'été
| Discipline     | Londres 2012 Royaume-Uni | Rio 2016 Brésil |
| -------------- | ------------------------ | --------------- |
| Skiff          | 7e                       | 6e              |
| Deux de couple |                          |                 |

### Championnats du monde d'aviron
- 2013: Chungju ,  Corée du Sud
  -  Médaille d'argent aux championnats du monde M1x
- 2014: Amsterdam ,  Pays-Bas
  -  Médaille de bronze aux championnats du monde M1x
- 2017: Sarasota ,  États-Unis
  -  Médaille d'argent aux championnats du monde M1x

### Jeux panaméricains
- 2011: Ciudad Guzman ,  Mexique
  -  Médaille d'or aux jeux panaméricains  M1x
- 2015: Toronto ,  Canada
  -  Médaille d'or aux jeux panaméricains M1x
  -  Médaille d'or aux jeux panaméricains M2x
  -  Médaille d'argent aux jeux panaméricains M4x
- 2019: Lima ,  Pérou
  -  Médaille d'or aux jeux panaméricains M1x